# Ampsalis iterabilis
Ampsalis iterabilis är en tvåvingeart som först beskrevs av Walker 1859.  Ampsalis iterabilis ingår i släktet Ampsalis och familjen vapenflugor. Inga underarter finns listade i Catalogue of Life.